# Aurillac
Aurillac [orijak] (okcitánsky: Orlhac [urˈʎak/urˈʎat]) je francouzské město. Leží v lesnatém a řídce osídleném regionu Auvergne-Rhône-Alpes, asi 100 km jihozápadně od Clermont-Ferrand. Je hlavním městem départementu Cantal a protéká jím říčka Jordanne.

## Geografie
Sousední obce: Arpajon-sur-Cère, Saint-Simon, Naucelles, Ytrac a Giou-de-Mamou.

## Historie

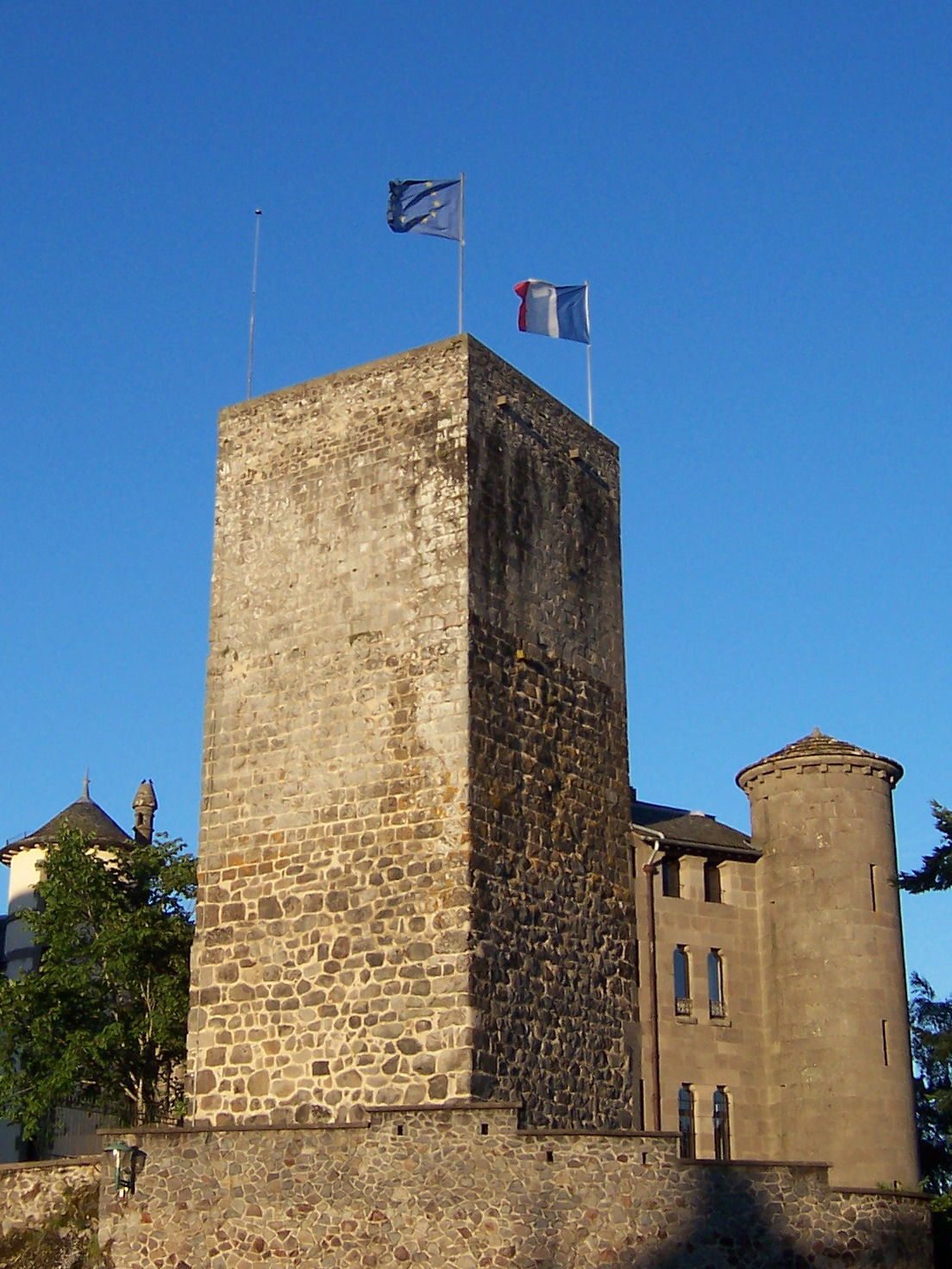
Věž středověkého hradu svatého Štěpána.

Město Aurillac (Aureliacum) vzniklo v 1. století v gallo-románském období francouzských dějin. Město však nenabylo většího významu, a proto je jeho raně středověká historie neznámá až do roku 856, kdy se zde narodil svatý Géraud. Ten kolem roku 885 založil benediktinské opatství, ze kterého později vzešel učenec Gerbert z Aurillacu, první francouzský papež Silvestr II. Město tak od konce 9. století začalo nabírat na důležitosti.
Ve 13. a 14. století byl Aurillac několikrát obléhán anglickými vojsky. Až do šestnáctého století pak byl sužován četnými občanskými a náboženskými válkami. Navíc začal pozvolna klesat význam místního opatství vzhledem k postupné novověké sekularizaci evropské společnosti.
Roku 1790, při vytváření départementů, se Aurillac definitivně stal hlavním městem départementu Cantal. S přípojením k železniční síti roku 1866 nastala nová fáze rychlého rozvoje města. Od prvního sčítání lidu v roce 1759, kdy Aurillac údajně obývalo 6 268 lidí, se počet jeho obyvatel zvýšil na dnešních necelých 30 tisíc.
Aurillac je v současnosti významným obchodním centrem oblasti.

## Ekonomika
Město Aurillac má dlouhou tradici výroby deštníků. Vyrobí se zde přibližně jedna polovina celkové francouzské deštníkové produkce, v roce 1999 to představovalo 250 tisíc kusů. Odvětví v současnosti zaměstnává na 100 lidí.
Na konci 20. století došlo k určitému poklesu výroby, a tak se místní výrobci deštníků roku 1997 sdružili do ekonomické zájmové skupiny a vytvořili jednotnou obchodní značku – L'Aurillac Parapluie.

## Pamětihodnosti
- Zbytky středověkého hradu sv. Štěpána, v bývalém paláci je muzeum vulkanologie[5]
- Kostel sv. Gérouda, původně opatský z 9. století. Gotická trojlodní stavba s věží na místě staršího kostela.
- Klášterní špitál ze 12. století
- Gotický kostel P. Marie Sněžné
- Měšťanské domy z 15.-18. století

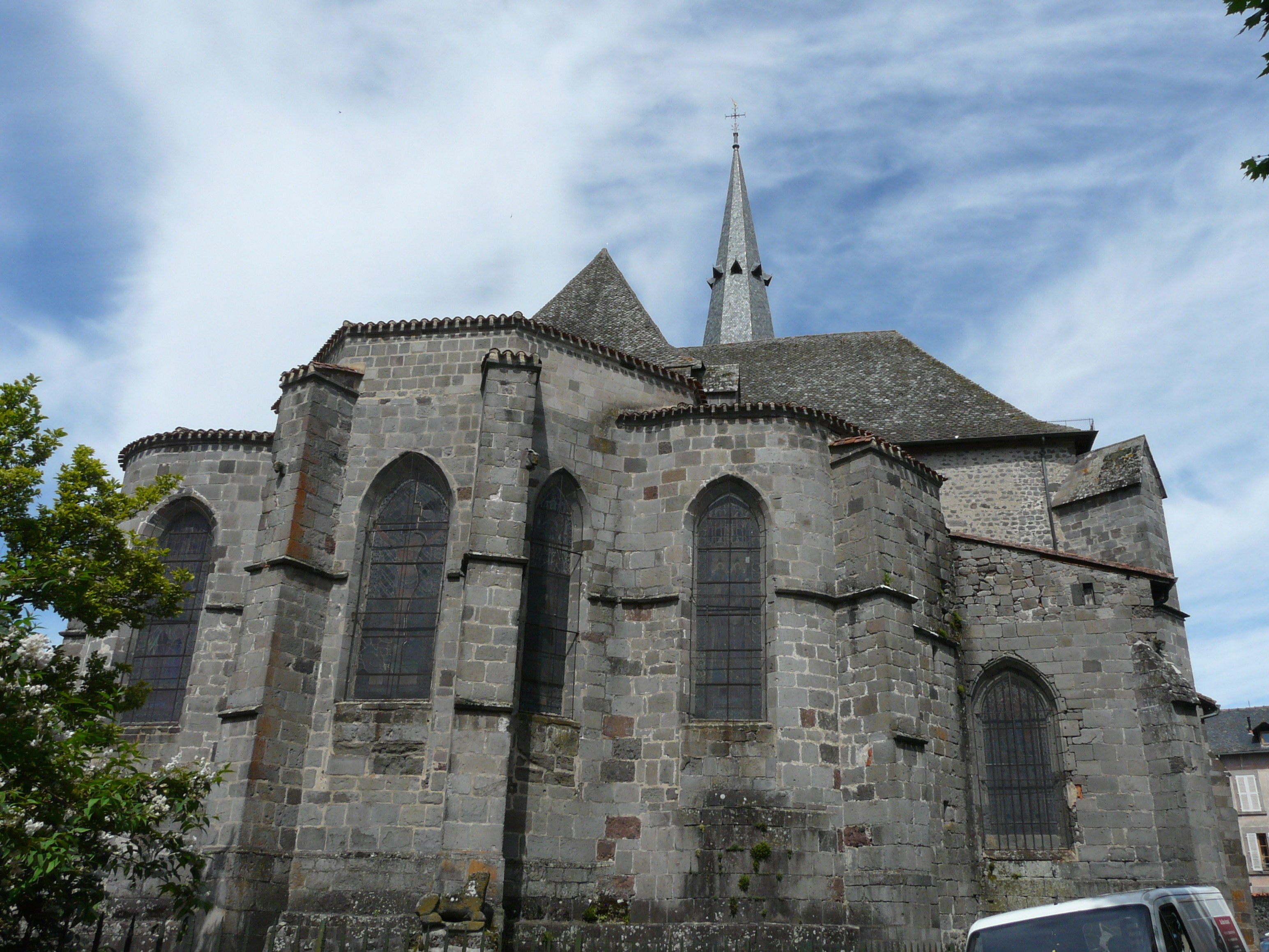
Kostel sv. Gérouda, závěr
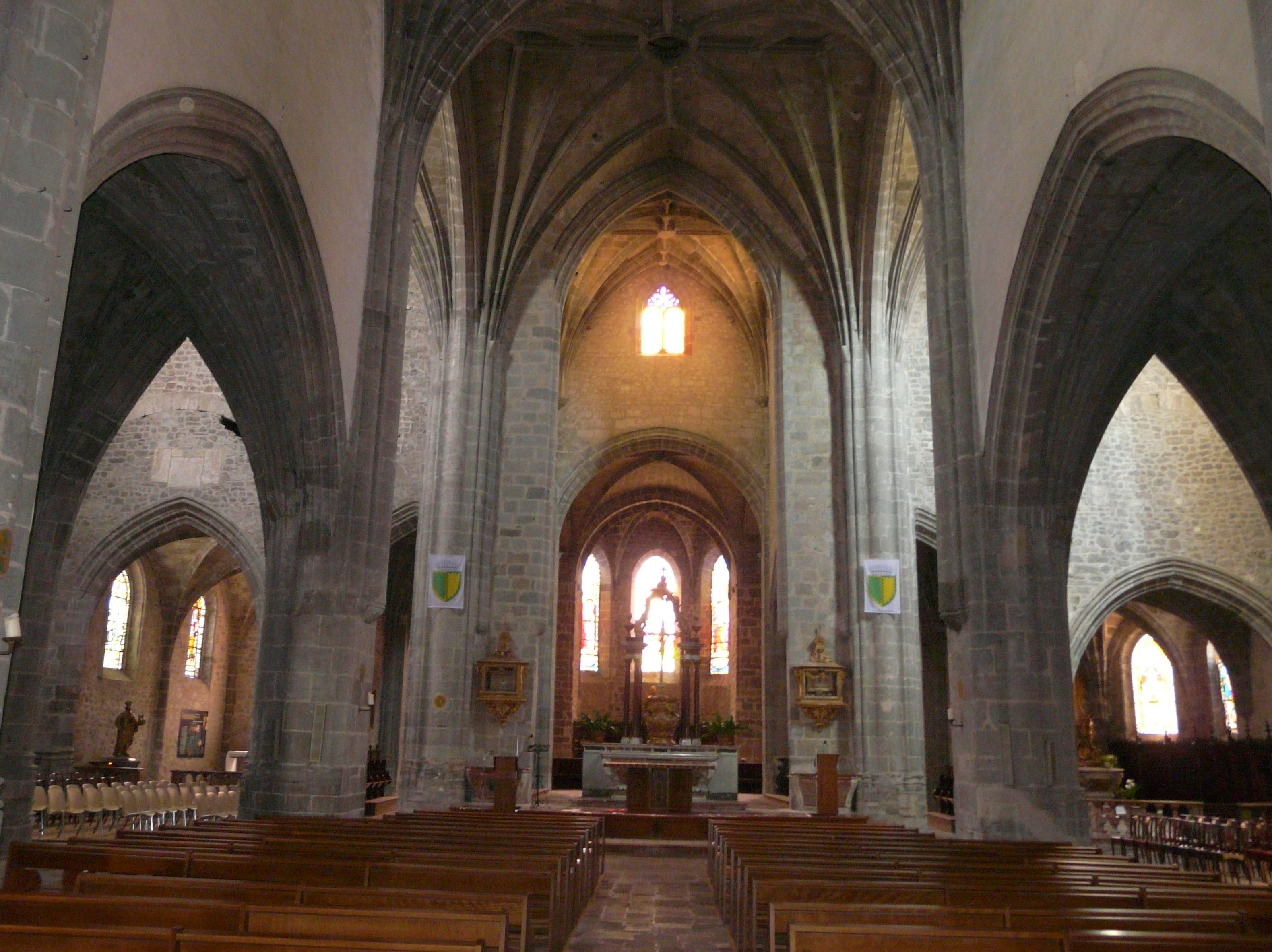
Interiér
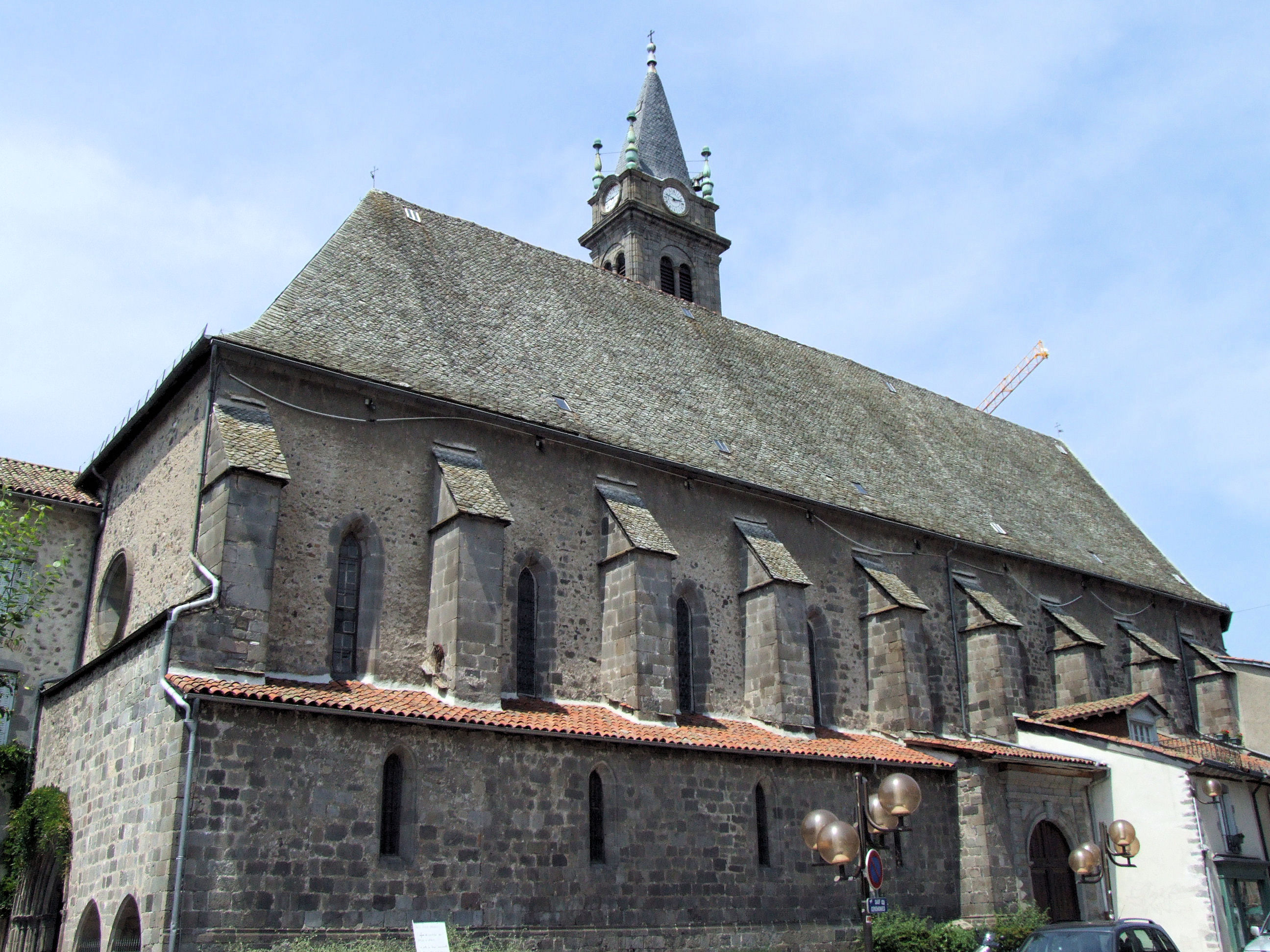
Kostel P. Marie Sněžné
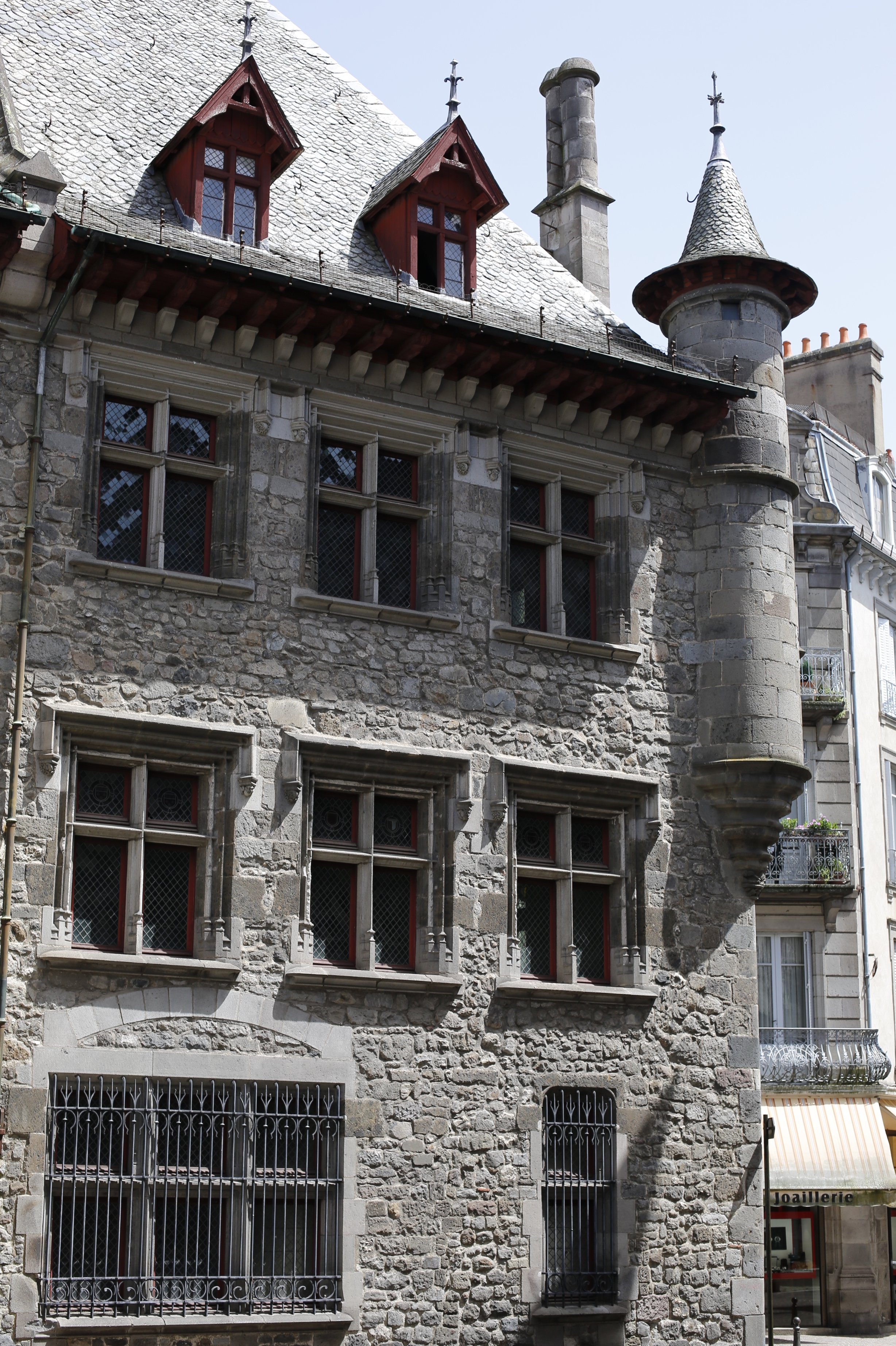
Dům konzulů

## Vývoj počtu obyvatel
Počet obyvatel

## Partnerská města
- Altea, Španělsko
- Bassetlaw, Spojené království
- Bocholt, Německo
- Bougouni, Mali
- Vorona, Rumunsko